# جلوة متعددة الرؤوس
الجلوة متعددة الرؤوس (باللاتينية: Atractylis polycephala) نوع نباتي يتبع جنس الجلوة من الفصيلة النجمية.

## الموئل والانتشار
ينتشر في المغرب العربي.